# Nolay (Nièvre)
Nolay é uma comuna francesa na região administrativa de Borgonha-Franco-Condado, no departamento de Nièvre. Estende-se por uma área de 43,04 km². Em 2010 a comuna tinha 355 habitantes (densidade: 8,2 hab./km²).